# Tryphon Kin-Kiey Mulumba
Tryphon Kin-Kiey Mulumba  est un homme politique de république démocratique du Congo (Congo-Kinshasa). Le 28 avril 2012 , il est nommé ministre des Postes, Télécommunications et Nouvelles Technologies de l’Information et de la Communication (gouvernement Matata I) et le 7 décembre 2014 ministre des Relations avec le Parlement
(gouvernement Matata II) ), fonctions qu’il quitte en décembre 2016 à la signature de l’accord du Dialogue de la Cité de l’Union Africaine quand le poste de Premier ministre est cédé à l’opposition.